# SuperTuxKart
SuperTuxKart is een vrij racespel voor Linux geïnspireerd op Mario Kart. Het spel maakt gebruik van de Antarctica-game-engine. Het spel kan uitgebreid worden met add-ons.

## Spelverloop
Tux, de mascotte van Linux, is hoofdrolspeler in dit spel. Tux bestuurt een racewagen, de mascotte van Mozilla Thunderbird is scheidsrechter. Daarnaast worden nog allerlei opensourcemascottes gebruikt in het spel.
Het spel heeft vier modi:
- Uitdagingen: win races of slaag erin om in een bepaalde tijd een traject af te leggen; ontsluit wagens en trajecten.
- Singleplayer: normale race, tijdrit, volg-de-leider.
- Multiplayer: normale race, tijdrit, volg-de-leider, three-strikes-battle.
- Voetbalmodus: Easter-egg-jacht.